# Пармен (лінійний корабель, 1823)
«Пармен» — 74-гарматний вітрильний лінійний корабель Чорноморського флоту Російської імперії.

## Опис
Вітрильний 74-гарматний двопалубний лінійний корабель. Довжина між перпендикулярами становила 51,81 метра, ширина — 14,5 метра, осадка — 6,17 метра.
«Пармен» відрізнявся від інших 74-гарматних кораблів Чорноморського флоту своїм озброєнням, маючи на борту 30-фунтові довгоствольні гармати. Батарея корабля складалося з двадцяти восьми 30-фунтових довгоствольних гармат на нижній палубі, на верхній — ще тридцять 18-фунтових гармат. Ще шістьнадцять 8-фунтових гармат знаходилися на баці і чвертьпалубі.
Корабель названо російським православним (біблійним) ім'ям. Назва спадкова — від катерининського корабля, збудованого в Архангельську у 1789 році.

## Історія
Закладений у Миколаєві на стапелі Миколаївського адміралтейства 27 квітня 1822 року, головний будівник — корабельний майстер 7-го класу І. С. Разумов, в добудові корабля брав участь тіммерман 12-го класу І. Д. Воробйов. Після спуску на воду 18 жовтня 1823 року, в наступному році перейшов до Севастополя і увійшов до складу Чорноморського флоту Російської імперії.
У 1825 році в складі російської ескадри перебував у практичному плаванні в Чорному морі.
Брав участь у російсько-турецькій війні 1828—1829 років. 21 квітня 1828 року вийшов із Севастополя у складі ескадри віцеадмірала О. С. Грейга. 2 травня прибув до Анапи, де 6 травня висадив десант. Двічі займав позицію для бомбардування фортеці. 18 травня разом із лінійним кораблем «Норд-Адлер» відбив вилазку турків проти російських військ, що брали фортецю в облогу. Після капітуляції Анапи 3 липня у складі ескадри вийшов у море і, не заходячи до Севастополя, до 13 липня прибув у Коварну.
Брав участь у блокаді Варни. Двічі займав позицію перед Варною для її бомбардування. 7 серпня 1828 року у складі ескадри, маневруючи під вітрилами, протягом трьох годин інтенсивно бомбардував фортецю на ходу. Втрати екіпажу від вогню супротивника у відповідь становили два вбитих і сім поранених, корабель дістав 20 пробоїн і 45 ушкоджень рангоута і такелажу. 22 вересня з 300 пораненими і хворими на борту пішов до Одеси, а потім до Севастополя.
В блокаді Варни брав участь видатний миколаївський гідрограф М. П. Манганарі, який за активну участь в захопленні турецьких суден був нагороджений орденом Святого Георгія IV ступеня, а «за виказану хоробрість при спаленні кількох ворожих суден» орденом Святого Володимира з бантом. В бою Манганарі отримав поранення в груди, але через короткий час знову брав участь в бойових діях.
5 березня 1829 року «Пармен» прийшов із Севастополя до Сизополя, де 28 березня брав участь у відбитті атаки турецьких військ на фортецю. До закінчення війни у складі ескадри і загонів неодноразово виходив у крейсерство до протоки Босфор. Із 3 до 5 травня, крейсуючи біля анатолійського берега на чолі загону капітана 1-го рангу І. С. Скаловського, біля Пендераклії загін обстріляв турецькі берегові батареї і висадив групу з одного офіцера і десяти матросів, яка змогла підпалити 60-гарматний турецький лінійний корабель. Вогонь перекинувся на решту ескадри, внаслідок чого згоріло 17 кораблів противника.
У 1830 році у складі ескадри контрадмірала М. М. Кумані брав участь у перевезенні військ із портів Румелії в Російську імперію.
У 1833 році брав участь в експедиції Чорноморського флоту на Босфор. 6 березня у складі загону М. М. Кумані прибув до Одеси. Взявши на борт в Одесі війська, 16 березня вийшов у море і до 24 березня прибув у Буюк-Дере, де висадив десант. 28 червня, прийнявши на борт російських солдат, з ескадрою вийшов із Босфору і, висадивши війська у Феодосії, 22 липня повернувся до Севастополя. Більше в море не виходив, а був поставлений на стоянку в Севастополі.
У 1835 році «Пармен» переобладнано на блокшив, а в 1842 році розібрано.

## Командири
- І. С. Скаловський (1823 — 17 липня 1829);
- С. А. Антипа (17 липня 1829 — 1835).